# Cydistomyia matilei
Cydistomyia matilei är en tvåvingeart som beskrevs av Trojan 1991. Cydistomyia matilei ingår i släktet Cydistomyia och familjen bromsar.
Artens utbredningsområde är Nya Kaledonien. Inga underarter finns listade i Catalogue of Life.